# Soho Square

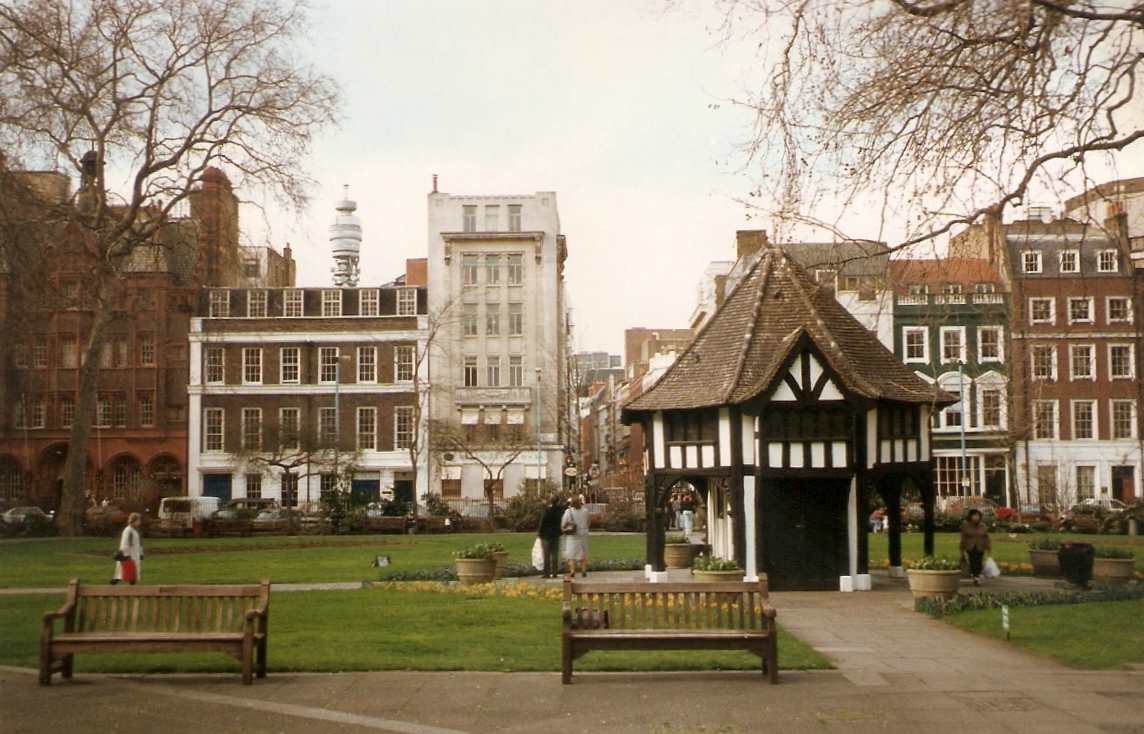
Soho Square 1992.

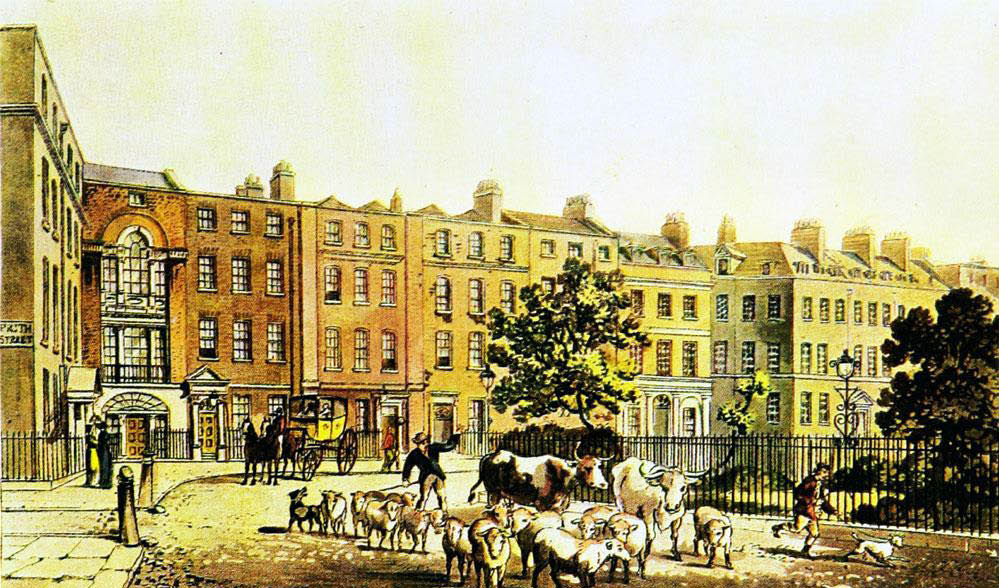
Soho Square 1816. Vid denna tiden drevs djur ofta in till London.

Soho Square är ett torg i Soho, London, England med en park och trädgård i dess mitt som daterar sig till 1681. Den kallades från början King Square efter Karl II, vars staty finns på torget. I mitten av trädgården finns det en distinkt halv-timrad trädgårdsmästarhydda. Under sommaren spelas där konserter under öppen himmel. Soho Square förknippas ofta med Football Association, då de har sitt kontor vid torget.

## Historia
Torget anlades under senare delen av 1670-talet och var under de tidigaste åren en av de mest fashionabla gatorna man kunde bo på i London. Från början kallades den King Square efter Karl II. Den danske skulptören Caius Gabriel Cibber gjorde 1681 en staty av Karl II som placerades mitt på torget. I början av 1800-talet ansågs statyn vara 'in a most wretched mutilated state; and the inscriptions on the base of the pedestal quite illegible'. 1875 flyttades den under förändringar av torget av T. Blackwell, som gav den till sin vän, konstnären Frederick Goodall, med intentionen att den kanske gick att restaurera.  Goodall placerade statyn på en ö i sin sjö vid Grim's Dyke, där stod den när dramatikern W. S. Gilbert köpte fastigheten 1890, och den stod kvar där vid Gilberts död 1911. Lady Gilbert skrev i sitt testamente att statyn skulle skickas tillbaka och den återfördes till Soho Square 1938. 

## Odödliggjord i en sång
I trädgården vid Soho Square finns en bänk till minnet av sångerskan Kirsty MacColl. För sitt album Titanic Days skrev hon en sång, "Soho Square", med raderna; "One day I'll be waiting there / No empty bench in Soho Square". Efter hennes död år 2000 köpte hennes fans en bänk med de raderna inskrivna på en platta fäst på bänkens ryggstöd.

## Närmaste tunnelbanestation
- Tottenham Court Road tube station

## Närbelägna platser
- Oxford Street, i norr
- Charing Cross Road, i öster
- Greek Street, i söder